# José Maria Velasco Maidana
José María Velasco Maidana, né à Sucre (Bolivie) le 4 juillet 1896 et mort le 2 décembre 1989 à Houston, était un réalisateur, compositeur, chef d'orchestre, acteur, peintre et danseur bolivien,,.

## Œuvres

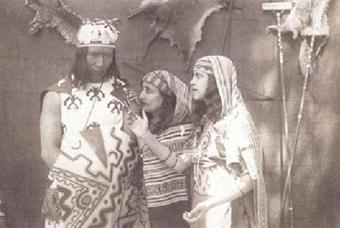
Une scène de Wara Wara

### Cinéma
- 1925 : La profecía del lago (film perdu)
- 1930 : Wara Wara